# Richard Kirwan
Richard Kirwan (1 agost 1733, Cloughballymore, Galway, Irlanda - 1 juny 1812, Dublín, Irlanda) fou un químic irlandès conegut per ser un dels darrers defensors de la teoria del flogist.
Kirwan era descendent d'una respectable família anglesa que havia emigrat a Irlanda durant el regnat d'Enric VI, que regnà entre 1422 i 1461. L'avi del seu pare, Clement Kirwan, construí el castell de Cregg. El seu pare era Martin Kirwan i tenia quatre fills: Patrick, Richard, Andrew i Hyacinth. La família residia a Galway, però quan morí el seu pare el 1741 Richard anà a viure amb el seu avi matern, Patrich French, a Cloughballymore on havia nat. Kirwan tingué de mestre el dominic Nicholas M'Nelly i quan morí el seu avi anà a l'escola de la Erasmus Smith Foundation a Galway fins als disset anys (1750). Després assistí a la Universitat de Poitiers de França entre 1750 a 1754, on s'inicià en l'estudi de la química. Aquest mateix any ingressà com a novici al Col·legi dels Jesuïtes de Saint-Omer, Països Baixos del sud; però, quan el seu germà gran (i l'hereu a les propietats familiars) fou mort en un duel el 1755, Kirwan deixà Saint-Omer i retornà a Irlanda. Visqué aI Castell de Menlough, Comtat de Galway, on instal·là un laboratori i construït una biblioteca. El 1757 es casà amb "Miss Blake" in 1757, que morí vuit anys després, deixant dues filles, Maria Theresa i Eliza. Entre 1769 i 1787 visqué a Londres i la seva casa era un lloc de reunió per científics importants del dia.

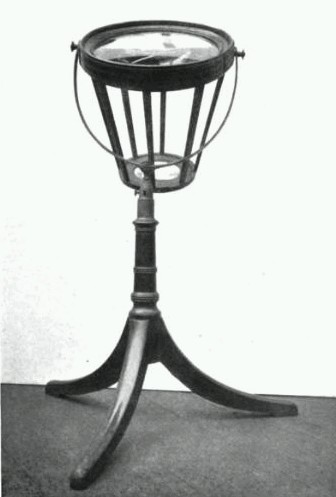
Lents per a concentrar la llum i encendre material combustible

Kirwan retornà a Irlanda el 1787. Realitzà moltes contribucions importants a química, meteorologia, miner i blanqueig. Les seves publicacions inclouen Elements of Mineralogy (1784), el primer llibre sistemàtic en el tema que fou traduït a alemany, francès i espanyol. En An Essay on the Analysis of Mineral Waters (1799) detalla anàlisi qualitativa i quantitativa del període. Kirwan fou la primera persona en descriure i dur a terme una valoració per determinar ferro(II) utilitzant hexacianoferrat de potassi. Ell també escriví nombrosos articles sobre química, molts del qual foren traduïts i publicats a revistes europees. Defensà la teoria del flogist, proposada per explicar el procés de combustió de metalls i substàncies orgàniques. Kirwan argumentà que el flogist era aire inflamable (hidrogen). L'Essay on Phlogiston and the Constitution of Acids (1787) era una defensa de la teoria del flogist contra les noves idees antiflogístiques d'Antoine Lavoisier que tingué el suport pels químics anglesos, però no pels químics francesos. Aquest assaig fou traduït al francès per la muller d'Antoine Lavoisier, Marie-Anne Paulze.
Kirwan fou un dels membres de fundadors de la Reial Acadèmia d'Irlanda el 1785 i esdevingué el seu segon president el 1799, càrrec que conservà fins a la seva mort el 1812. Fou elegit membre de la Societat Reial el 1780 i un guanyador de la Medalla Copley el 1782 per la seva feina en afinitat química. El 1794 guanyà la Medalla de l'Or de la Societat Reial de Dublín (RDS) per adquirir una col·lecció de minerals anomenat Leskean Gabinet (ara en el Museu Nacional). La col·lecció de la RDS d'instruments científics inclou alguns de Kirwan, incloent la seva gran lents per encendre foc, i el seu retrat és en l'habitació de consell de la RDS. Fou membre honorari de moltes Acadèmies pertot arreu Europa i els EUA.